# Roberto d'Aubuisson

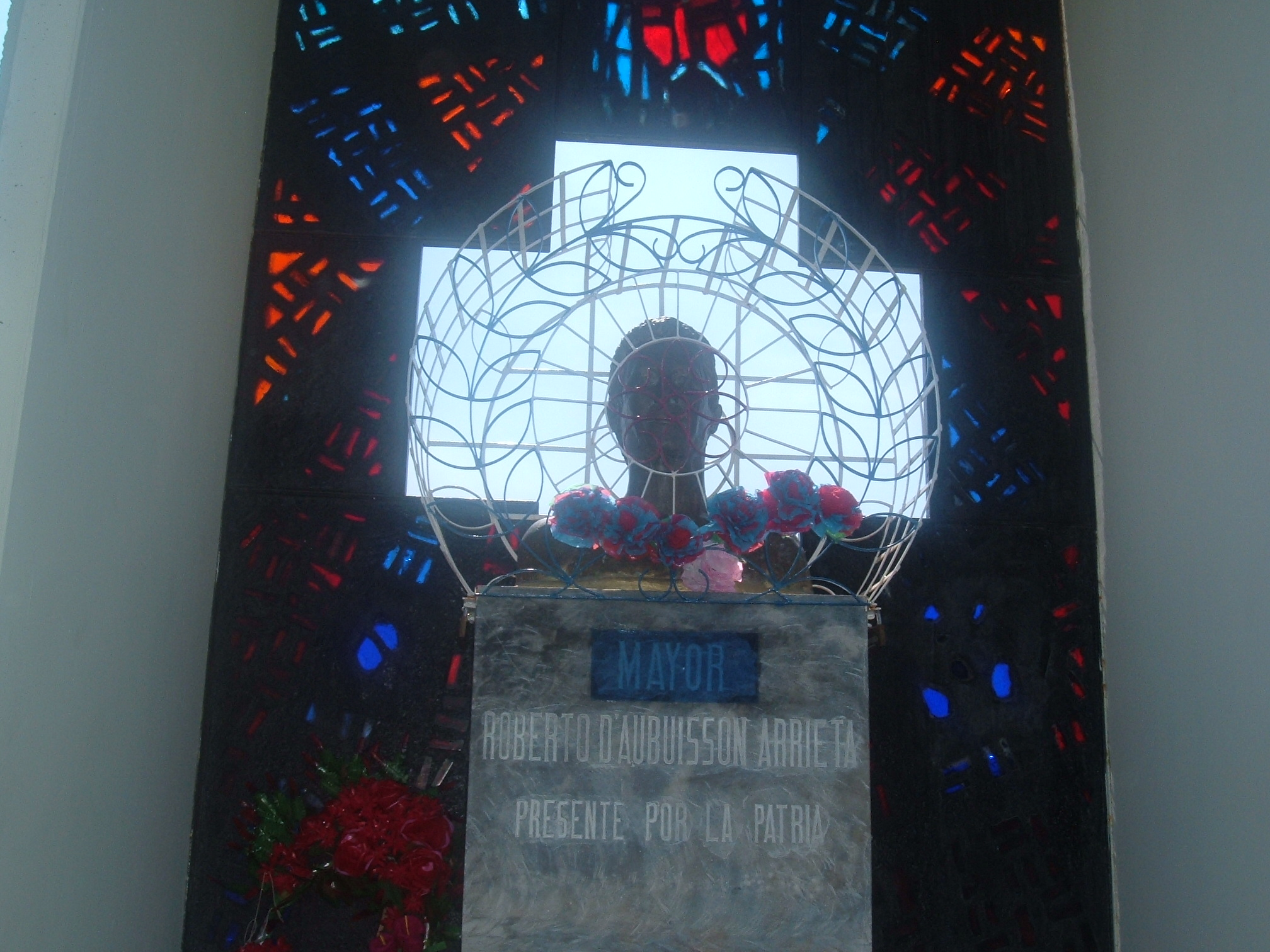
Begraafplaats van d'Aubuisson.

Roberto d'Aubuisson Arrieta (Santa Tecla, 23 augustus 1944 - San Salvador, 20 februari 1992) was een omstreden extreemrechts Salvadoraans politicus en militair.
D'Aubuisson werd geboren in Santa Tecla, een voorstad van San Salvador. Hij studeerde aan de nationale Militaire Academie en vervolgens aan de controversiële School of the Americas, waar hij in 1972 afstudeerde. Vervolgens trad hij in dienst bij de Salvadoraanse geheime dienst.
In de Salvadoraanse Burgeroorlog van 1978 tot 1992 was hij waarschijnlijk verantwoordelijk voor talrijke acties van doodseskaders, waaronder de moord op aartsbisschop Óscar Romero in 1980. Zes weken na de moord werd d'Aubuisson gearresteerd, en samen met andere aangeklaagden tot een gevangenisstraf veroordeeld wegens de moord op Romero, terroristische activiteiten en het pogen de Salvadoraanse Junta omver te werpen. Zijn aanhangers namen hun toevlucht tot terroristische aanslagen en eisten zijn vrijlating, waaraan de regering in 1981 besloot te voldoen. d'Aubuisson was in El Salvador berucht om zijn gewelddadigheid en wreedheid, de Amerikaanse ambassadeur Robert White noemde hem voor het Amerikaanse Congres een "pathologische moordenaar", en hij had de bijnaam Blowtorch Bob, 'Soldeerbout-Bob', naar zijn favoriete martelwerktuig. Ook was hij een verklaard bewonderaar van Adolf Hitler.
Kort na zijn vrijlating, op 30 september 1981, richtte hij de Nationalistische Republikeinse Alliantie (ARENA), een nationalistische en conservatieve partij, die in de Congresverkiezingen van 1982 19 van de 60 zetels wist te winnen, terwijl bondgenoten van de partij nog eens 17 zetels haalden. De verkiezingen gingen gepaard met geweld, intimidatie en fraude, en veel buitenlandse regeringen waaronder de Verenigde Staten erkenden de uitslag niet. Het congres wees Álvaro Alfredo Magaña Borja aan tot interim-president, die werd ingehuldigd door d'Aubuisson.
In 1984 was d'Aubuisson presidentskandidaat voor de ARENA, waarbij hij het opnam tegen José Napoleón Duarte van de Christendemocratische Partij (PDC). Tijdens de verkiezingscampagne was een terugkerende campagnetechniek het met een machete in tweeën slaan van een watermeloen, een vrucht die volgens d'Aubuisson symbool stond voor de christendemocraten: groen (de partijkleur) van buiten maar rood van binnen. D'Aubuisson verloor de verkiezing aan Duarte, maar heeft altijd beweerd dat door inmenging van de Verenigde Staten de verkiezingen vervalst waren.
In 1985 verloor de ARENA de Congresverkiezingen waarna hij terugtrad als leider ten gunste van Alfredo Cristiani. Hij overleed in 1992 na een lang ziekbed aan kanker. Zijn zoon Eduardo d'Aubuisson en twee andere prominente ARENA-leden en hun chauffeur werden in Guatemala in 2007 doodgeschoten. 